# Наследный принц (Япония)
Наследный принц (яп. 皇太子 ко:тайси, «Великий сын императора») — титул наследника престола императора Японии, сына правящего императора.
Наследник престола, который является внуком правящего императора, имеет титул «великого внука императора» (яп. 皇太孫 ко:тайсон).
Наследник престола, который является братом правящего императора, теоретически должен иметь титул «великого младшего брата императора» (яп. 皇太弟 ко:тайтэй), который в Законе об Императорском Доме не предусмотрен. В соответствующей ситуации, сложившейся в настоящее время, оказавшийся наследником престола младший брат императора имеет титул «наследник императора» (яп. 皇嗣 ко:си), без дополнительного указания характера родственной связи.

## Краткие сведения
Первые упоминания о титуле «Наследный принц» датируются VII веком. До этого для обозначения наследника престола использовался титул «Великий брат» (яп. 大兄 о:э). Однако он не был тождественным позднему титулу «Наследный принц», поскольку последний мог принадлежать только одному лицу, а титул «Великий брат» предоставлялся многим избранным сынам монарха.
Синонимами «Наследного принца» выступали «тогу» (яп. 東宮), «харуномия» (яп. 春宮) или «тайси» (яп. 太子, «Великий сын»). Сначала титул присваивался любимому сыну императора Японии, однако с XII—XIII века его получает старший сын монарха.
Согласно действующему Закону об Императорском доме от 1949 года, сын императора, который является его наследником, называется Наследным принцем (Статья 8). Он является членом Императорской семьи Японии и после принятия титула не имеет права отказываться от него по своей воле (Статья 11.2). В случае установления регентства, Наследный принц имеет право первым занять эту должность (Статья 17.1.1). Если он несовершеннолетний, и регентом становится другое лицо из Императорской семьи, то оно должно уступить в должности Великому сыну императора после достижения им совершеннолетия (Статья 19.2). Он считается совершеннолетним в 18 лет (Статья 22).
В отсутствие Наследного принца, наследником выступает внук императора (Статья 8). Положения Закона, касающиеся Наследного принца, также применяются и в отношении внука императора.
В историографии титул «Наследный принц» обычно переводится немецким словом «кронпринц», если речь ведётся о вестернизированной Японии XIX—XX века. В научных работах, посвящённых традиционной Японии, такой перевод встречается редко. Преимущественно употребляется «Наследный принц» или «котайси». Перевод «кронпринц» является неудачным, поскольку нивелирует разницу между Наследным принцем и внуком императора.
Действующим Наследным принцем с 1 мая 2019 года является Его высочество принц Акисино — младший брат бессыновного императора Нарухито.